# Rewa (rivière)
La rivière Rewa est une rivière du Guyana, affluent Sud de l'Essequibo.